# Ekaterina Dyachenko
Ekaterina Vladimirovna D'jačenko (en russe : Екатерина Владимировна Дьяченко), née le 31 août 1987 à Léningrad, est une escrimeuse russe pratiquant le sabre.
C'est la sœur d'Aleksey Dyachenko.

## Palmarès
- Jeux olympiques
  -  Médaille d'or par équipes lors des Jeux olympiques 2016 de Rio de Janeiro
- Championnats du monde d'escrime
  -  Médaille d'or par équipes aux championnats du monde d'escrime 2012 à Kiev
  -  Médaille d'or par équipes aux championnats du monde d'escrime 2011 à Catane
  -  Médaille de bronze en individuel aux championnats du monde d'escrime 2014 à Kazan
  -  Médaille de bronze par équipes aux championnats du monde d'escrime 2006 à Turin
- Championnats d'Europe d'escrime
  -  Médaille d'or par équipes en championnats d'Europe d'escrime 2016 à Toruń
  -  Médaille d'or par équipes aux championnats d'Europe d'escrime 2015 à Montreux
  -  Médaille d'or par équipes aux championnats d'Europe d'escrime 2006 à Izmir
  -  Médaille d'argent par équipes aux championnats d'Europe d'escrime 2010 à Leipzig
  -  Médaille de bronze par équipes aux championnats d'Europe d'escrime 2011 à Sheffield